# اچ‌ام‌اس بریتانیا (۱۷۶۲)
اچ‌ام‌اس بریتانیا (۱۷۶۲) (به انگلیسی: HMS Britannia (1762)) یک کشتی بود که طول آن ۱۷۸ فوت (۵۴٫۳ متر) بود. این کشتی در سال ۱۷۶۲ ساخته شد.